# Heimatschutzbrigade 53
Die Heimatschutzbrigade 53 war eine teilaktive Heimatschutzbrigade des Heeres der Bundeswehr mit Stabssitz in Düren. Die Brigade wurde 1981 ausgeplant und 1992 aufgelöst. Sie war Teil des Territorialheeres und unterstand dem Wehrbereichskommando III.

## Gliederung
Die Brigade gliedert sich um 1989 wie folgt:
- Stab/Stabskompanie Heimatschutzbrigade 53 (teilaktiv), Düren (Panzer-Kaserne)
  -  Pionierkompanie 530 (GerEinh), Düren
  -  Nachschubkompanie 530 (teilaktiv), Düren
  -  Instandsetzungskompanie 530 (teilaktiv), Düren
  -  ABC-Abwehrkompanie 530 (GerEinh), Greven
  -  Sanitätskompanie 530 (GerEinh), Menden
  -  Jägerbataillon 531, Ahlen
  -  Jägerbataillon 532 (teilaktiv), Euskirchen (bis 1988 mit MTW 113)
  -  Panzerbataillon 533, Düren (mit M 48)
  -  Panzerbataillon 534 (gekadert), Köln (mit M 48)
  -  Feldartilleriebataillon 535 (teilaktiv), Euskirchen (mit FH 105 mm (L))
  -  Feldersatzbataillon 537 (GerEinh), Menden

## Geschichte

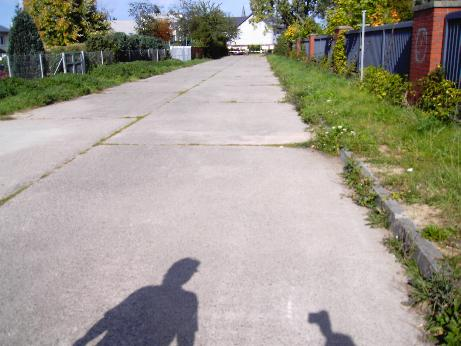
Panzerstraße an der ehemaligen Panzer-Kaserne, die nach Abzug der Belgier Stabssitz der Heimatschutzbrigade war

### Aufstellung
Die Brigade wurde am 1. April 1981 zur Einnahme der Heeresstruktur IV im Wehrbereich III aufgestellt. Zur Aufstellung wurden Teile des gleichzeitig aufgelösten Heimatschutzkommandos 15 herangezogen. Zur gleichen Zeit wurde die nicht aktive „Schwesterbrigade“ Heimatschutzbrigade 63 mit Stabssitz in Düsseldorf ausgeplant.
Wie ihre Bezeichnung andeutet, war die teilaktive Heimatschutzbrigade 53 eine der zwölf Heimatschutzbrigaden des Territorialheeres. Die Brigade umfasste etwa 2500 aktive Soldaten. Im Verteidigungsfall konnte die Brigade durch Reservisten auf volle Sollstärke von rund 4500 Soldaten aufwachsen. Einige der unterstellten Bataillone und Kompanien waren dazu als nicht aktive Geräteeinheiten ausgeplant, deren Wehrmaterial im Frieden in Depots lagerte und erst im Verteidigungsfall mobil gemacht worden wäre.
Die Gliederung und Ausrüstung der Heimatschutzbrigade 53 war mit den drei anderen teilaktiven Heimatschutzbrigaden im Territorialheer vergleichbar: den Kern bildeten jeweils zwei Jägerbataillone, zwei Panzerbataillone und ein Feldartilleriebataillon. Diese Gliederung entsprach etwa einer verstärkten Jägerbrigade bzw. einer „leichten“ Panzergrenadierbrigade. Allerdings verfügte die Brigade „nur“ über veraltete M 48 in den Panzerbataillonen und schweren Kompanien der Infanteriebataillone. Nur eines der beiden Jägerbataillone war mit MTW M113 beweglich gemacht. Die Feldartillerie war wie bei den meisten Heimatschutzbrigaden mit gezogenen Feldhaubitzen FH 105 mm (L) ausgerüstet.
Aufgabe der Heimatschutzbrigade als Teil des Territorialheeres war unter anderem die Verteidigung des rückwärtigen Heeresgebietes, insbesondere die Sicherung wichtiger Infrastruktur wie Marschrouten, Verkehrsknotenpunkte und Fernmeldeeinrichtungen. Im rückwärtigen Raum musste mit Luftlandetruppen, durchgesickerten oder durchgebrochenen Feind gerechnet werden.

### Auflösung
Nach der Wiedervereinigung und Ende des Kalten Krieges wurde die Heimatschutzbrigade 53 im Zuge der Verkleinerung des Heeres am 30. September 1992 aufgelöst.
Teile der Brigade wurden zur Aufstellung des Jägerregiments 53 verwendet.

## Verbandsabzeichen
Die Brigade führte ein Verbandsabzeichen mit folgender Blasonierung:
„Grün bordiert, geteilt zu Schwarz, Rot, Gold ein Schild gespalten von Grün und Rot, vorne ein linksschräger silberner Wellenbalken, hinten ein aufgerichtetes silbernes Ross, im Schildfuß eine eingeschweifte silberne Spitze, darin eine rote Rose mit goldenen Butze und goldenen Kelchblättern.“
Das Verbandsabzeichen stellte die Verbindung zum Stationierungsraum her. Der aufgelegte Schild entsprach dem Wappen Nordrhein-Westfalens: Der Wellenbalken repräsentierte das Rheinland. Das Westfalenpferd stand für Westfalen. Die Lippische Rose stand für den dritten Landesteil Lippe. Die Teilung des Hauptschildes entsprach der Flagge Deutschlands. Viele Schilde der Verbandsabzeichen der Dienststellen im Territorialheer zeigten den schwarz-rot-goldenen Schild, der an die rein nationale Führung dieser Dienststellen außerhalb der NATO-Kommandostruktur erinnerte. Der grüne Bord war typisch für alle Heimatschutzbrigaden in der Heeresstruktur IV. Grün war die Waffenfarbe der Jägertruppe, denn die meisten Heimatschutzbrigaden ähnelten verstärkten Jägerbrigaden.
Das Verbandsabzeichen wurde vom „Vorgängerverband“ Heimatschutzkommando 15 übernommen. Das Ross fand sich ebenfalls im Verbandsabzeichen der 7. Panzerdivision und ähnlich bei der 1.- und 3. Panzerdivision.

## Kommandeure
Die Brigade wurde durch folgende Offiziere kommandiert:
- Brigadegeneral Alfred Kendziora (1. April 1981 bis 31. März 1985)
- Brigadegeneral Volker Glatt (1. April 1985 bis 31. März 1990)
- Oberst Peter Noack (1. April 1990 bis 30. September 1992)